# 2530 Shipka
2530 Shipka eller 1978 NC3 är en asteroid i huvudbältet som upptäcktes den 9 juli 1978 av den ryska astronomen Ljudmjla Tjernych vid Krims astrofysiska observatorium på Krim. Den har fått sitt namn efter Sjipkapasset.
Asteroiden har en diameter på ungefär 12 kilometer och den tillhör asteroidgruppen Eos.